# Herbéviller
Ne doit pas être confondu avec Erbéviller-sur-Amezule.
Herbéviller est une commune française située dans le département de Meurthe-et-Moselle en région Grand Est.

## Géographie

### Localisation
Herbéviller est une commune formée autrefois de deux villages séparés par la rivière de la Blette.
À 49 km au sud-est de Nancy, Herbéviller est située à 19 km de Lunéville.
| Fréménil    | Saint-Martin |                     |
| Ogéviller   | Herbéviller  | Domèvre-sur-Vezouze |
| Réclonville | Pettonville  | Mignéville          |

### Relief et géologie
Le sol est en partie sableux et en partie argileux avec un sous-sol formé de gravier.

### Voies de communication et transports
La voie rapide N4 contourne, depuis 2007, la commune qui fut comme toutes ses voisines, sises sur l'ancien tracé de la RN 4, traversée par un flux de 11 000 à 15 000 véhicules par jour. Depuis la voie rapide, on rejoint le village par la route de l'ancien tracé de la RN 4 déclassé en RD 400.

### Hydrographie
La commune est dans le bassin versant du Rhin au sein du bassin Rhin-Meuse. Elle est drainée par la Blette, la Verdurette, la Vezouze et le ravin de Charpont,.
La Blette, d'une longueur de 23 km, prend sa source dans la commune de Badonviller et se jette  dans la Vezouze sur la commune, après avoir traversé six communes. 
La Verdurette, d'une longueur de 11 km, prend sa source dans la commune de Neufmaisons et se jette  dans la Vezouze à Fréménil, après avoir traversé onze communes. 
La Vezouze, d'une longueur de 75 km, prend sa source dans la commune de Saint-Sauveur et se jette  dans la Meurthe à Rehainviller, après avoir traversé 24 communes. 

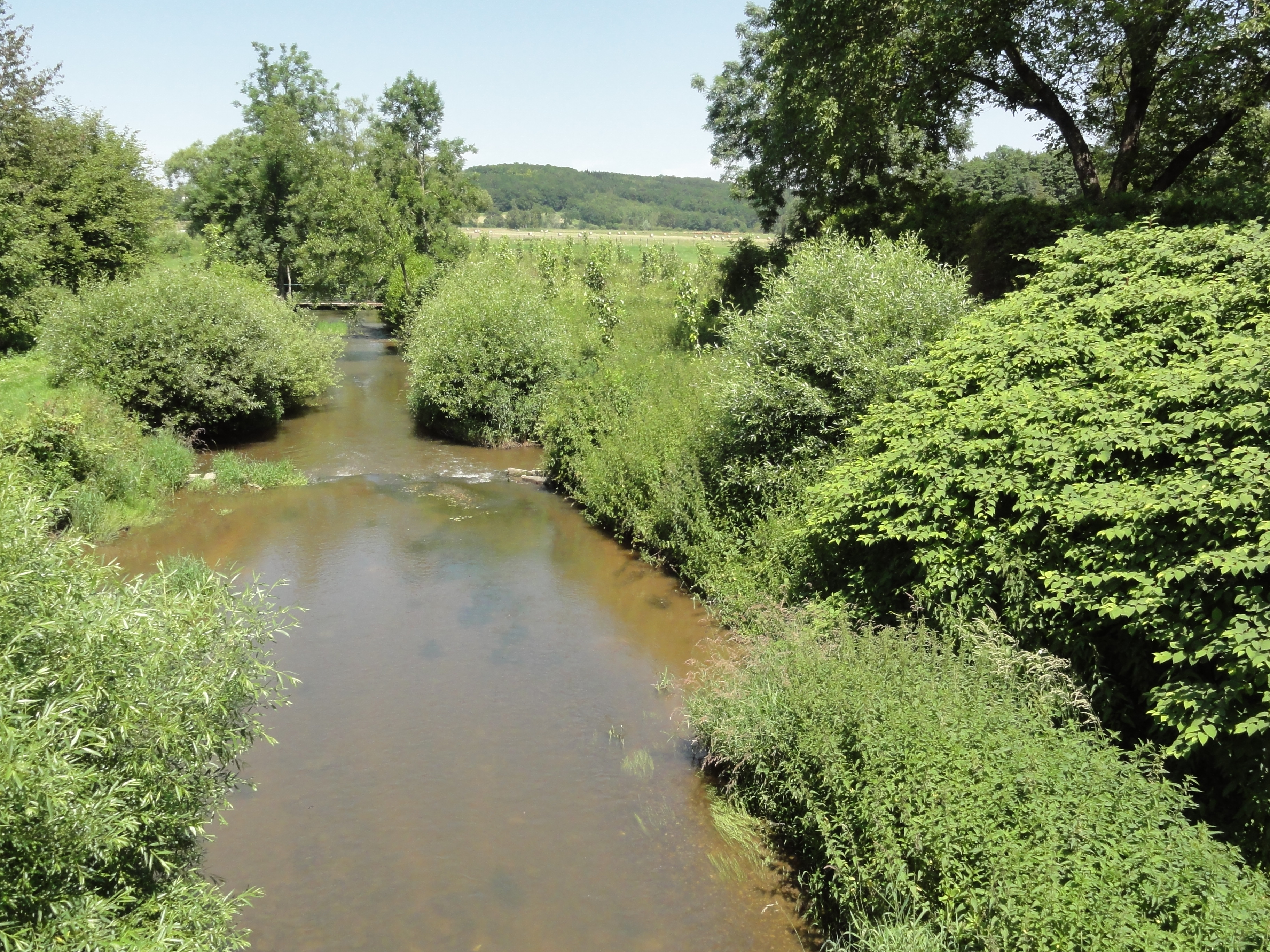
La Blette.
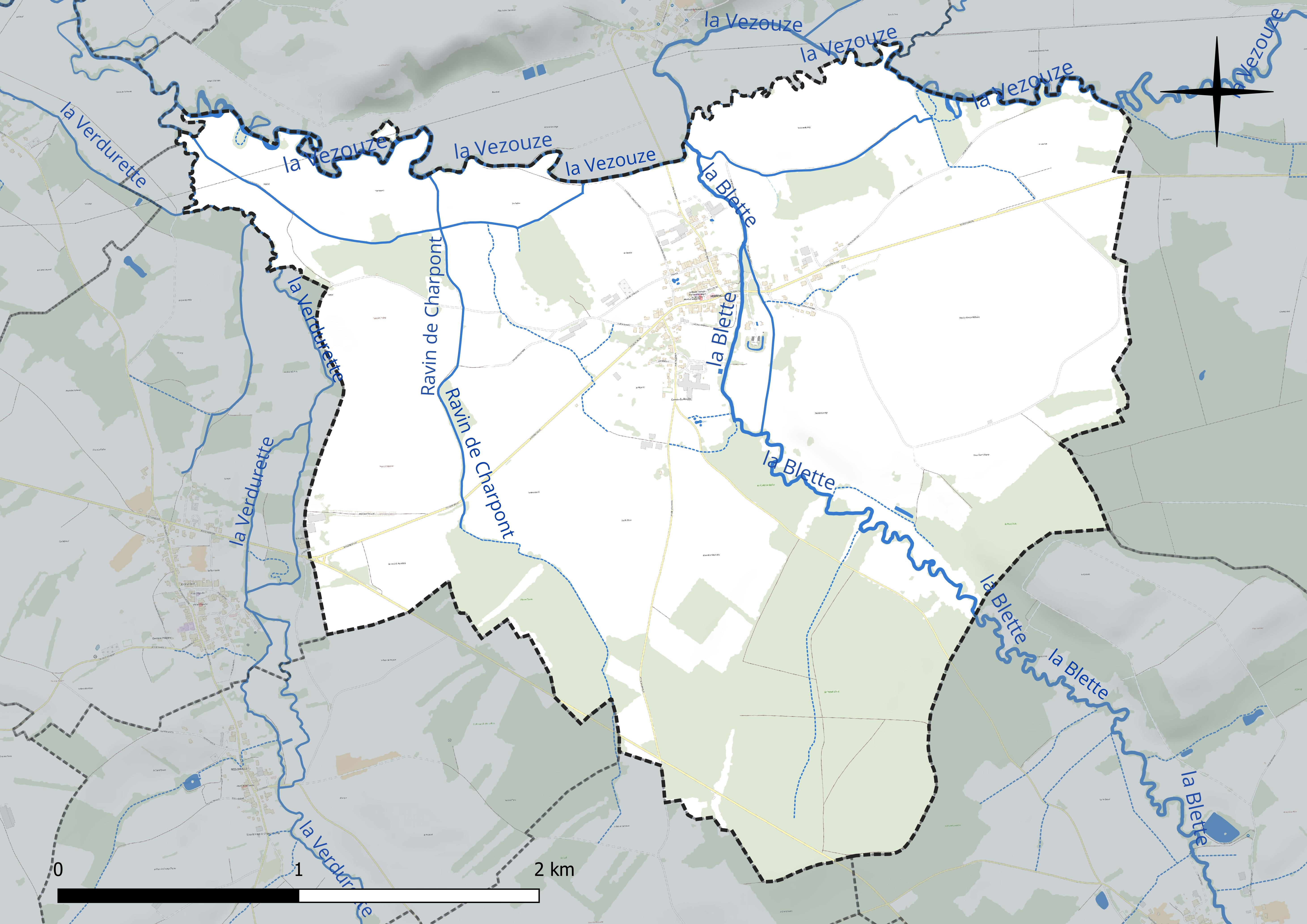
Réseau hydrographique d'Herbéviller.

### Climat
Pour des articles plus généraux, voir Climat du Grand Est et Climat de Meurthe-et-Moselle.
En 2010, le climat de la commune est de type climat des marges montargnardes, selon une étude du Centre national de la recherche scientifique s'appuyant sur une série de données couvrant la période 1971-2000. En 2020, Météo-France publie une typologie des climats de la France métropolitaine dans laquelle la commune est exposée à un climat semi-continental et est dans la région climatique  Vosges, caractérisée par une pluviométrie très élevée (1 500 à 2 000 mm/an) en toutes saisons et un hiver rude (moins de 1 °C). 
Pour la période 1971-2000, la température annuelle moyenne est de 9,7 °C, avec une amplitude thermique annuelle de 16,7 °C. Le cumul annuel moyen de précipitations est de 853 mm, avec 11,9 jours de précipitations en janvier et 9,6 jours en juillet. Pour la période 1991-2020, la température moyenne annuelle observée sur la station météorologique de Météo-France la plus proche, « St Maurice », sur la commune de Saint-Maurice-aux-Forges à 9 km à vol d'oiseau, est de 10,5 °C et le cumul annuel moyen de précipitations est de 837,4 mm. 
La température maximale relevée sur cette station est de 39,2 °C, atteinte le 25 juillet 2019 ; la température minimale est de −19,9 °C, atteinte le 1er mars 2005,,. 
Les paramètres climatiques de la commune ont été estimés pour le milieu du siècle (2041-2070) selon différents scénarios d'émission de gaz à effet de serre à partir des nouvelles projections climatiques de référence DRIAS-2020. Ils sont consultables sur un site dédié publié par Météo-France en novembre 2022.

## Urbanisme

### Typologie
Au 1er janvier 2024, Herbéviller est catégorisée commune rurale à habitat dispersé, selon la nouvelle grille communale de densité à sept niveaux définie par l'Insee en 2022.
Elle est située hors unité urbaine et hors attraction des villes,.

### Occupation des sols
L'occupation des sols de la commune, telle qu'elle ressort de la base de données européenne d’occupation biophysique des sols Corine Land Cover (CLC), est marquée par l'importance des territoires agricoles (71,9 % en 2018), une proportion sensiblement équivalente à celle de 1990 (72,5 %). La répartition détaillée en 2018 est la suivante : terres arables (37,3 %), prairies (28,8 %), forêts (15,1 %), milieux à végétation arbustive et/ou herbacée (7,7 %), zones agricoles hétérogènes (5,8 %), zones urbanisées (5,3 %). L'évolution de l’occupation des sols de la commune et de ses infrastructures peut être observée sur les différentes représentations cartographiques du territoire : la carte de Cassini (XVIIIe siècle), la carte d'état-major (1820-1866) et les cartes ou photos aériennes de l'IGN pour la période actuelle (1950 à aujourd'hui).

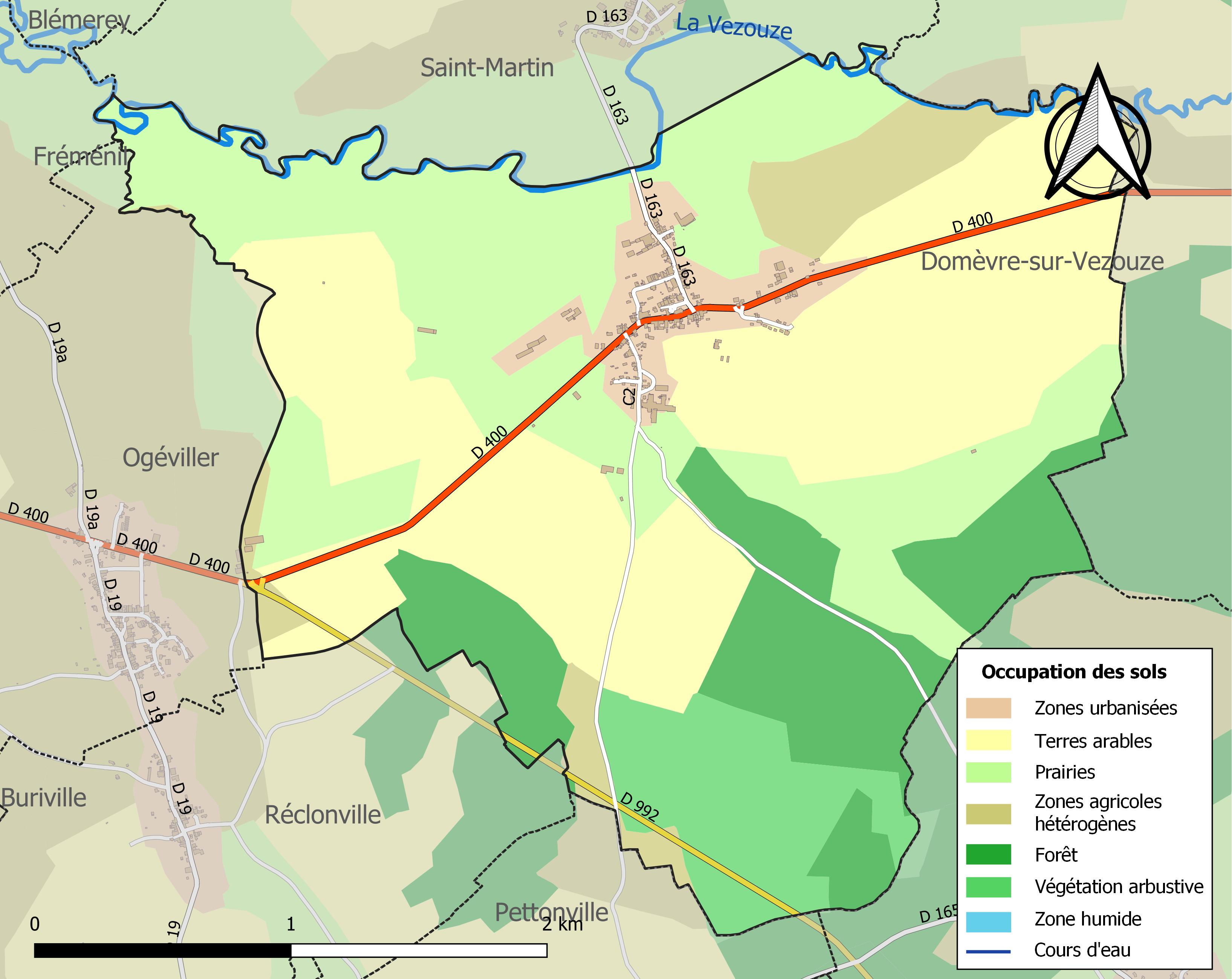
Carte des infrastructures et de l'occupation des sols de la commune en 2018 (CLC).

## Toponymie
Heirbeviller en 1314 ; Harbevilleir 1318 ; Herbevillers/Herbevilleir 1322 ; Herbervillers 1331 ; Erbeyvilleir 1346 ; Herbevilleir 1361 ; Herbevillare 1402 ; Eyberswilre/Harbeviller 1403 ; Herberviller con dit la Tour 1452 ; Herbeviller-de-delà-l'eau et la Grande-Herbeviller 1478 ; Herbévillé-Launoy 1756 ; Herbéviller-la-Tour 1793.

## Histoire
Le fief d'Herbéviller relevait de l'évêché de Metz. Engagé d'abord aux comtes de Blâmont, il rentre ensuite en la possession des évêques de Metz et devient le chef lieu d'une importante châtellenie composée des villages de Fréménil, Buriville, Herbéviller, Launoy et Mignéville. De nombreux titres donnent son histoire jusqu'en 1570 :
En 1313, Henri de Blâmont partage ses biens entre ses fils dont Ernekin qui reçoit la seigneurie d'Herbéviller,
Le 26 janvier 1359, le chevalier Renaut d'Herbéviller fait paix et accord avec Jeanne de Lannoy et rachète le moulin d'Herbéviller,
En 1361, François d'Herbéviller reprend de Thiébaut, sire de Blâmont, tout ce qu'il possède à Herbéviller et Saint-Germain,
Le 6 avril 1401, Henri de Barbas, écuyer, se reconnait homme lige du duc de Lorraine et tient en fief la moitié du moulin de Lannoy en indivis avec son frère Jean sire de Lannoy,
En 1452, Androuin de Barbas donne un dénombrement à Ferry de Blâmont pour la maison forte dite La Tour,
Le 15 novembre 1570, Jacques et Jean de Barbas, seigneurs d'Herbéviller, donnent un dénombrement pour leur maison forte,
En 1602, Barbeline Charpentier est brûlée pour sorcellerie,
En 1768, M. le comte de Ligniville est le seigneur du lieu avec 112 feux et 400 communiants,
En 1802, Herbéviller est succursale et son église, construite en 1744, a pour patron saint Germain.
Herbéviller a été totalement brûlé durant la guerre de Trente Ans.
La gare d'Herbéviller de la ligne de Lunéville à Blâmont et à Badonviller est inaugurée le 13 août 1911 par le ministre Albert Lebrun accueilli par Henri Michaut, conseiller général de Baccarat. La station, devenue habitation au XXIe siècle, est située à proximité du centre du village avec deux embranchements vers Blâmont ou Badonviller. Le trafic des lignes fonctionnera jusqu'en 1942.
À la suite de nombreux dommages au cours de la Première Guerre mondiale, la commune reçoit la Croix de guerre 14-18 au J. O. du 12 août 1922 avec la citation "occupée par les Allemands dès le début des hostilités, (a) supporté avec une patriotique fermeté le joug d'un ennemi brutal qui (lui) fit subir de douloureuses vexations. (A) ainsi prouvé, par la belle énergie de (ses) habitants, leur confiance inaltérable dans la victoire finale".

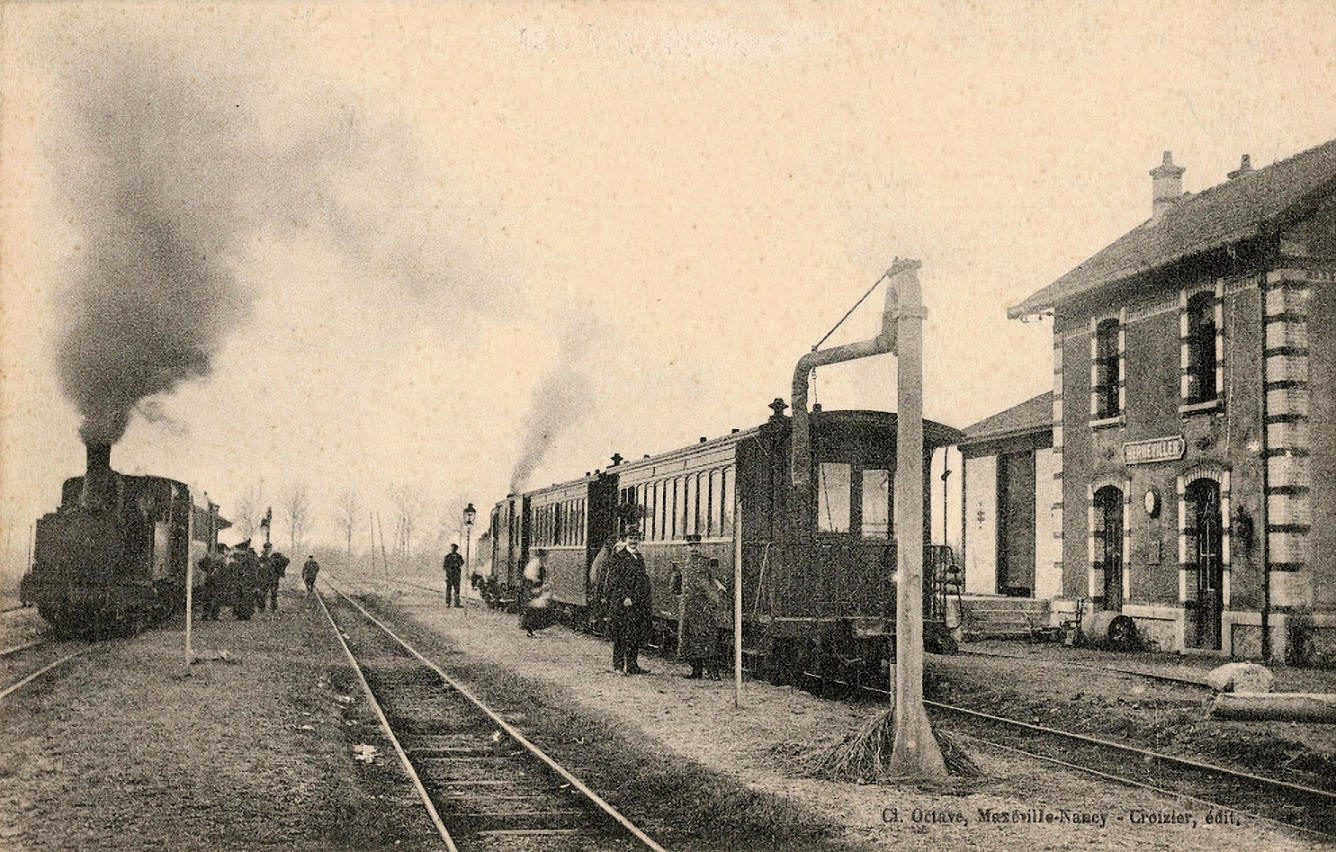
La gare du LBB avant 1914.
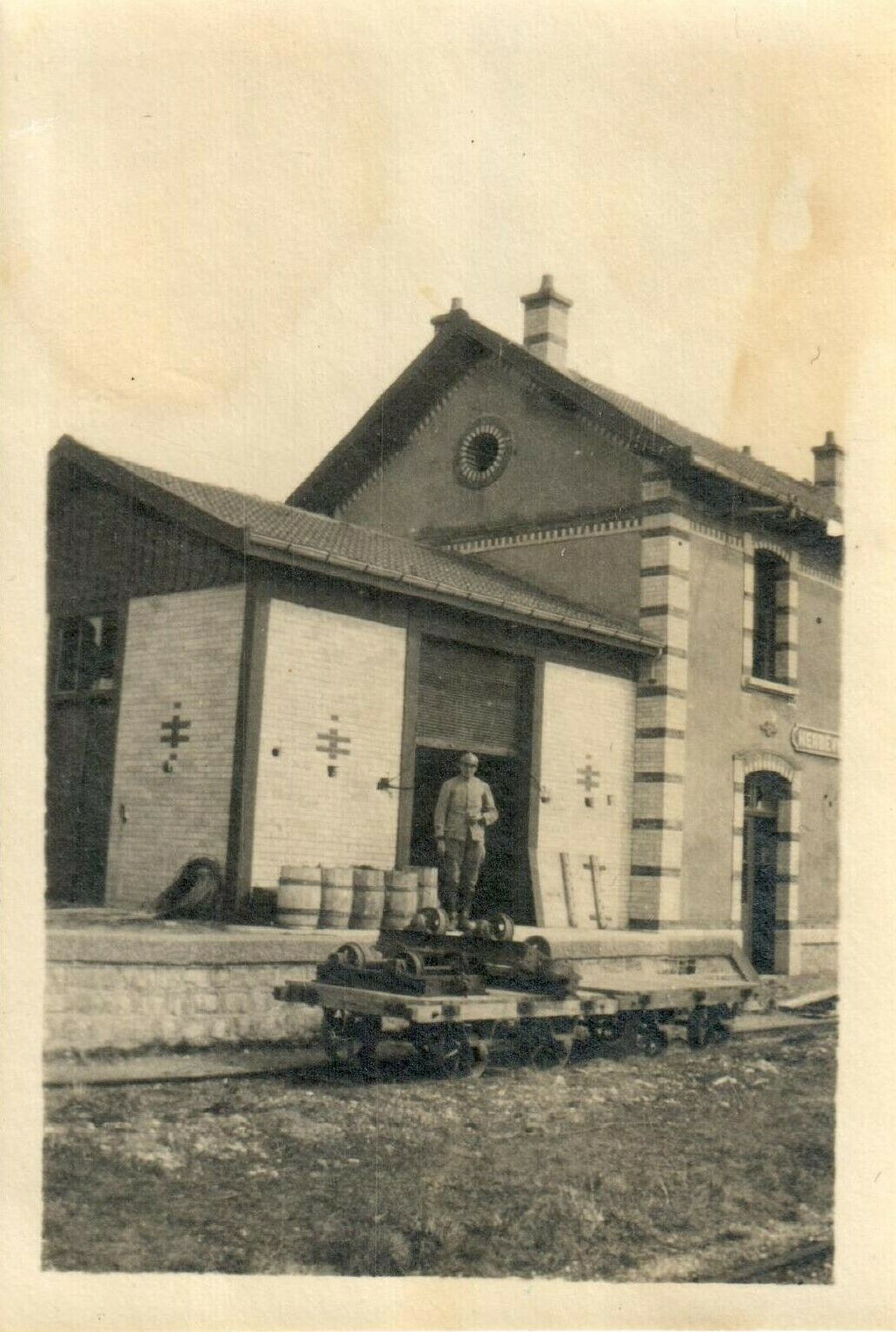
Le 103e RI dans la gare en 1917.
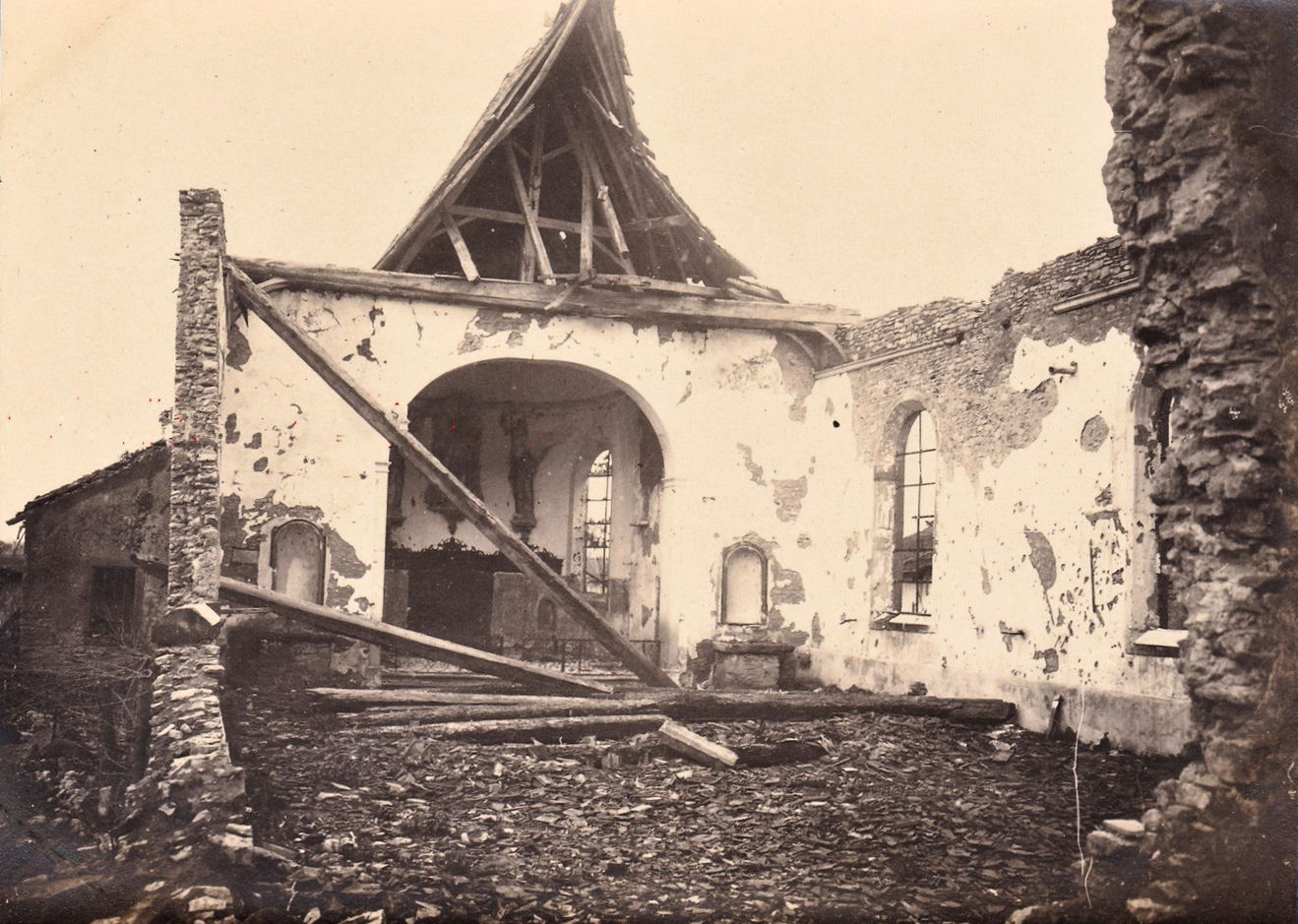
L'église détruite durant 1914-1918.
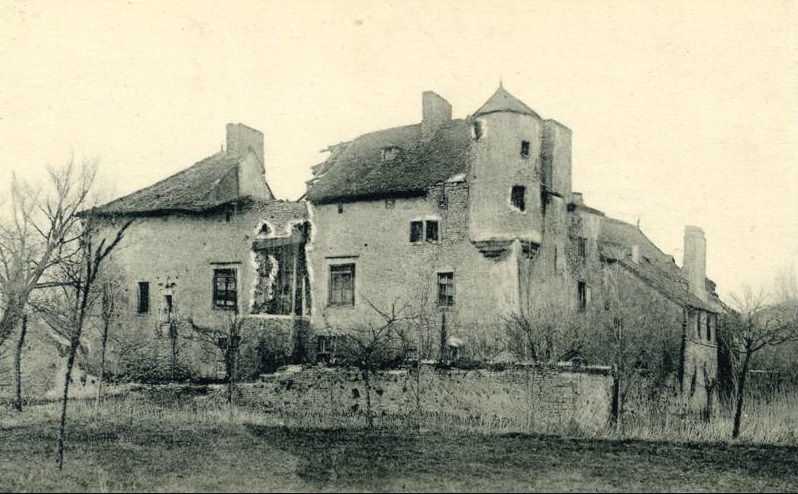
Le château bombardé pendant 1914-1918.
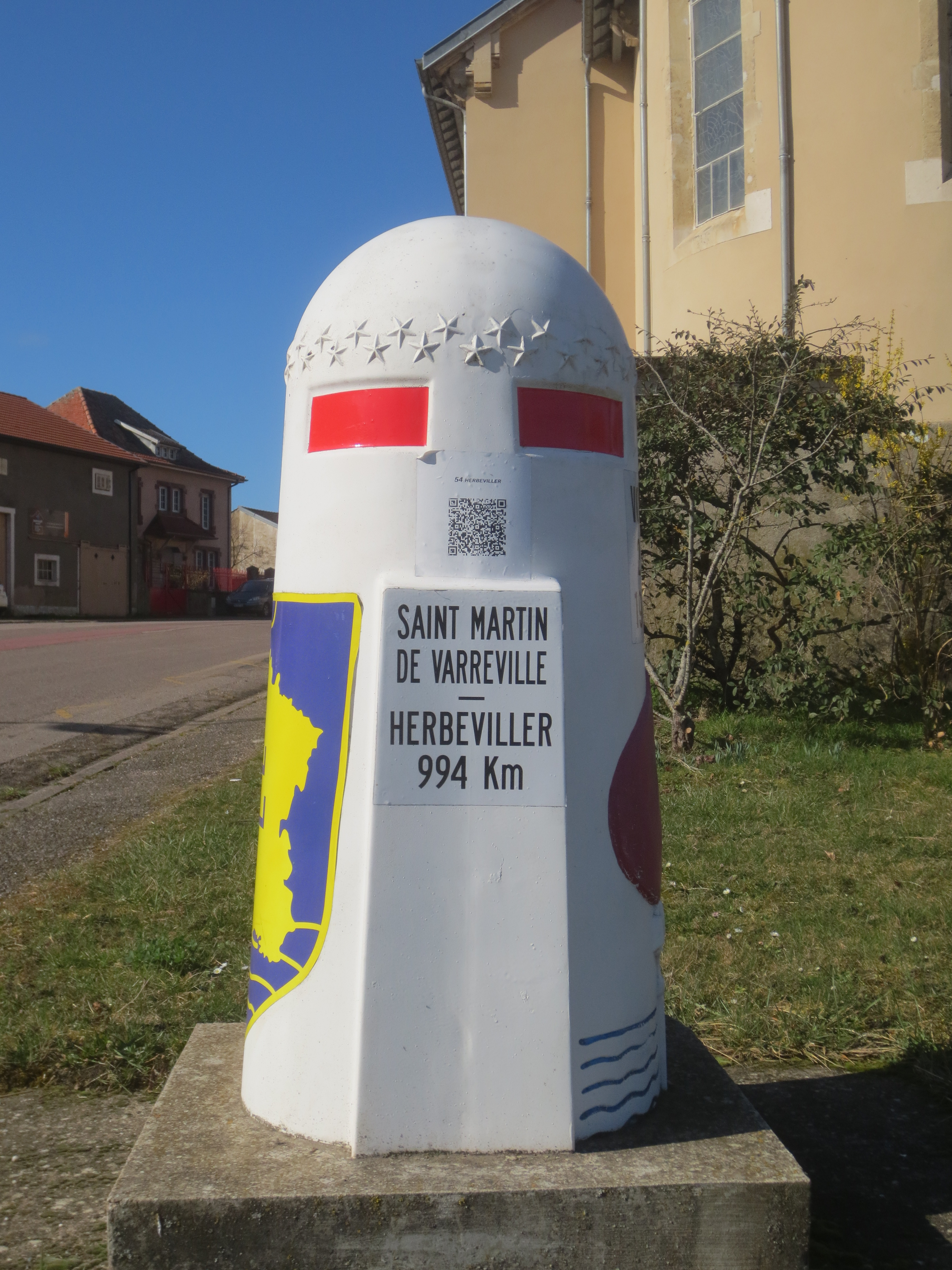
Borne du serment de Koufra.
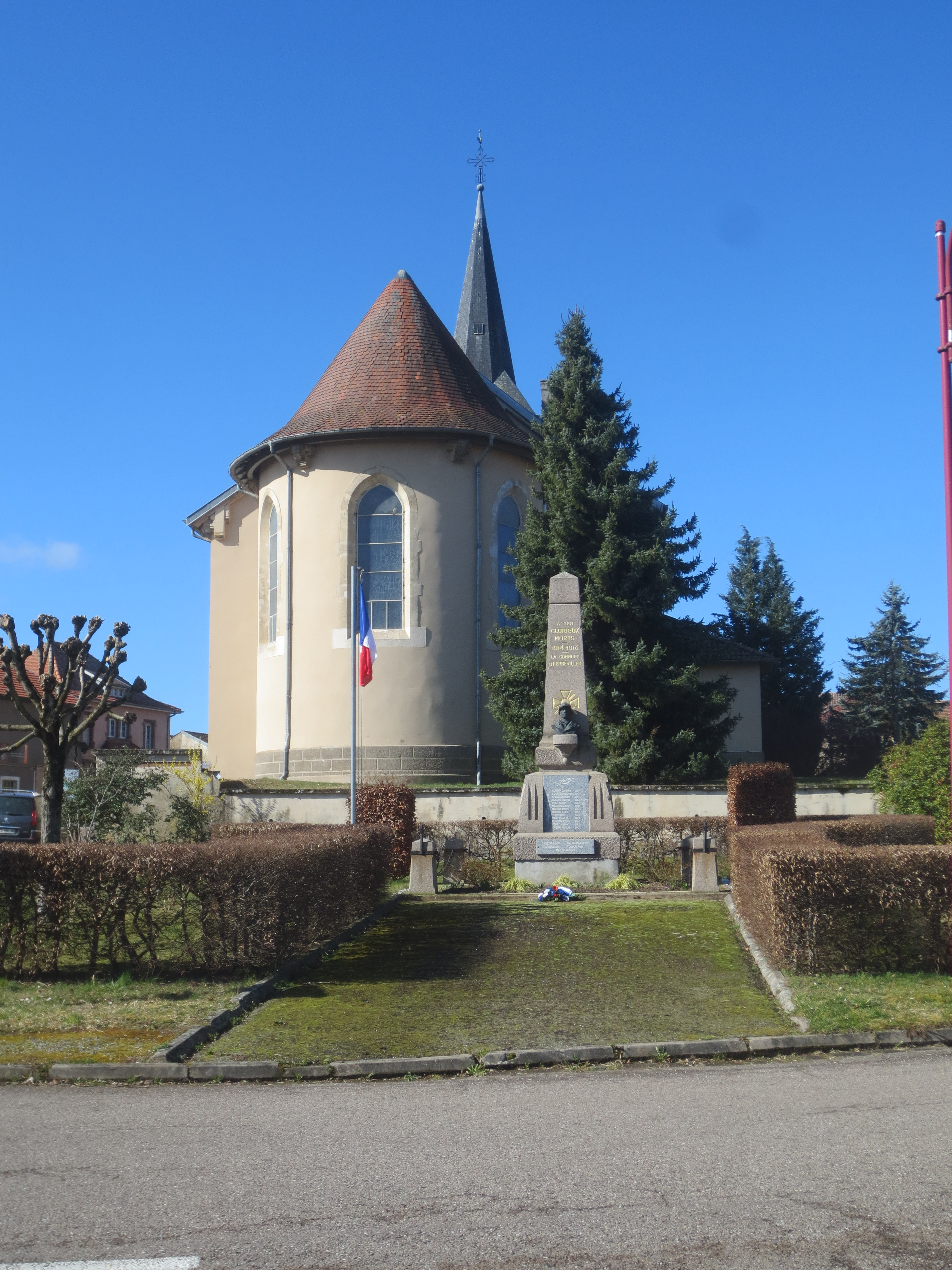
Monument aux morts.

## Politique et administration

### Liste des maires
| Période                                  | Période                   | Identité                                         | Étiquette | Qualité                             |
| ---------------------------------------- | ------------------------- | ------------------------------------------------ | --------- | ----------------------------------- |
| Les données manquantes sont à compléter. |                           |                                                  |           |                                     |
| mars 2001                                | mars 2008                 | Christian Cherrier                               |           |                                     |
| mars 2008                                | 2014                      | Gilbert Bregeard                                 |           |                                     |
| juin 2018                                | En cours (au 23 mai 2020) | Gilbert Bregeard, Réélu pour le mandat 2020-2026 |           | Professeur, profession scientifique |

### Comptes de la commune
En 2013, le budget de la commune était constitué ainsi :
- total des produits de fonctionnement : 126 000 €, soit 552 € par habitant ;
- total des charges de fonctionnement : 125 000 €, soit 549 € par habitant ;
- total des ressources d’investissement : 23 000 €, soit 99 € par habitant ;
- total des emplois d’investissement : 66 000 €, soit 299 € par habitant.
- endettement : 2 000 €, soit 7 € par habitant.

Avec les taux de fiscalité suivants :
- taxe d’habitation : 10,59 % ;
- taxe foncière sur les propriétés bâties : 3,29 % ;
- taxe foncière sur les propriétés non bâties : 9,09 % ;
- taxe additionnelle à la taxe foncière sur les propriétés non bâties : 25,57 % ;
- cotisation foncière des entreprises : 16 %.

## Population et société

### Démographie
L'évolution du nombre d'habitants est connue à travers les recensements de la population effectués dans la commune depuis 1793. Pour les communes de moins de 10 000 habitants, une enquête de recensement portant sur toute la population est réalisée tous les cinq ans, les populations de référence des années intermédiaires étant quant à elles estimées par interpolation ou extrapolation. Pour la commune, le premier recensement exhaustif entrant dans le cadre du nouveau dispositif a été réalisé en 2006.

En 2022, la commune comptait 213 habitants, en évolution de −9,36 % par rapport à 2016 (Meurthe-et-Moselle : −0,13 %, France hors Mayotte : +2,11 %).
| 1793 | 1800 | 1806 | 1821 | 1831 | 1836 | 1841 | 1846 | 1851 |
| ---- | ---- | ---- | ---- | ---- | ---- | ---- | ---- | ---- |
| 479  | 484  | 503  | 624  | 596  | 596  | 602  | 619  | 626  |

| 1856 | 1861 | 1872 | 1876 | 1881 | 1886 | 1891 | 1896 | 1901 |
| ---- | ---- | ---- | ---- | ---- | ---- | ---- | ---- | ---- |
| 553  | 523  | 512  | 462  | 441  | 417  | 398  | 394  | 387  |

| 1906 | 1911 | 1921 | 1926 | 1931 | 1936 | 1946 | 1954 | 1962 |
| ---- | ---- | ---- | ---- | ---- | ---- | ---- | ---- | ---- |
| 391  | 396  | 282  | 264  | 253  | 244  | 226  | 236  | 234  |

| 1968 | 1975 | 1982 | 1990 | 1999 | 2006 | 2011 | 2016 | 2021 |
| ---- | ---- | ---- | ---- | ---- | ---- | ---- | ---- | ---- |
| 195  | 169  | 184  | 220  | 207  | 217  | 218  | 235  | 222  |

| 2022 | - | - | - | - | - | - | - | - |
| ---- | - | - | - | - | - | - | - | - |
| 213  | - | - | - | - | - | - | - | - |

### Enseignement
Herbéviller possède une école élémentaire.
Pour les autres établissements, les communes les plus proches sont :
- Maternelle à Ogéviller à 2,5 km.
- Collège général à Bénaménil à 6,3 km, à Blâmont à 7,8 km, à Badonviller à 11,9 km, à Baccarat à 12,5 km ou à Cirey-sur-Vezouze à 13,7 km.
- Lycée professionnel Louis-Geisler à Raon-l'Étape à 17,6 km.
- Lycée Ernest-Bichat à Lunéville à 18,9 km.

### Manifestations culturelles et festivités
Un rassemblement multi-époques a lieu fin août de chaque année à Herbéviller. Sur un terrain, mis à disposition par le centre équestre, se rassemblent le temps d'un week-end de nombreux re-constituteurs, de l'antiquité jusqu'à nos jours.
- 1re édition, les 25 et 26 août 2018
- 2e édition les 24 et 25 août 2019[33]
- la 3e édition prévue les 21 et 22 août 2021 a du être annulée.

## Économie
En 1888, la culture et l'élevage sont les activités principales de la commune avec 482 ha de terres labourables, 152 ha de près et oseraies, 112 ha de bois et 2 ha de vigne de mauvaise qualité.
Au 31 décembre 2019, Herbéviller compte 14 entreprises, essentiellement dans la production animale, la culture, industrie manufacturière, construction, commerce, transport, restauration et autres services.

## Culture locale et patrimoine

### Lieux et monuments

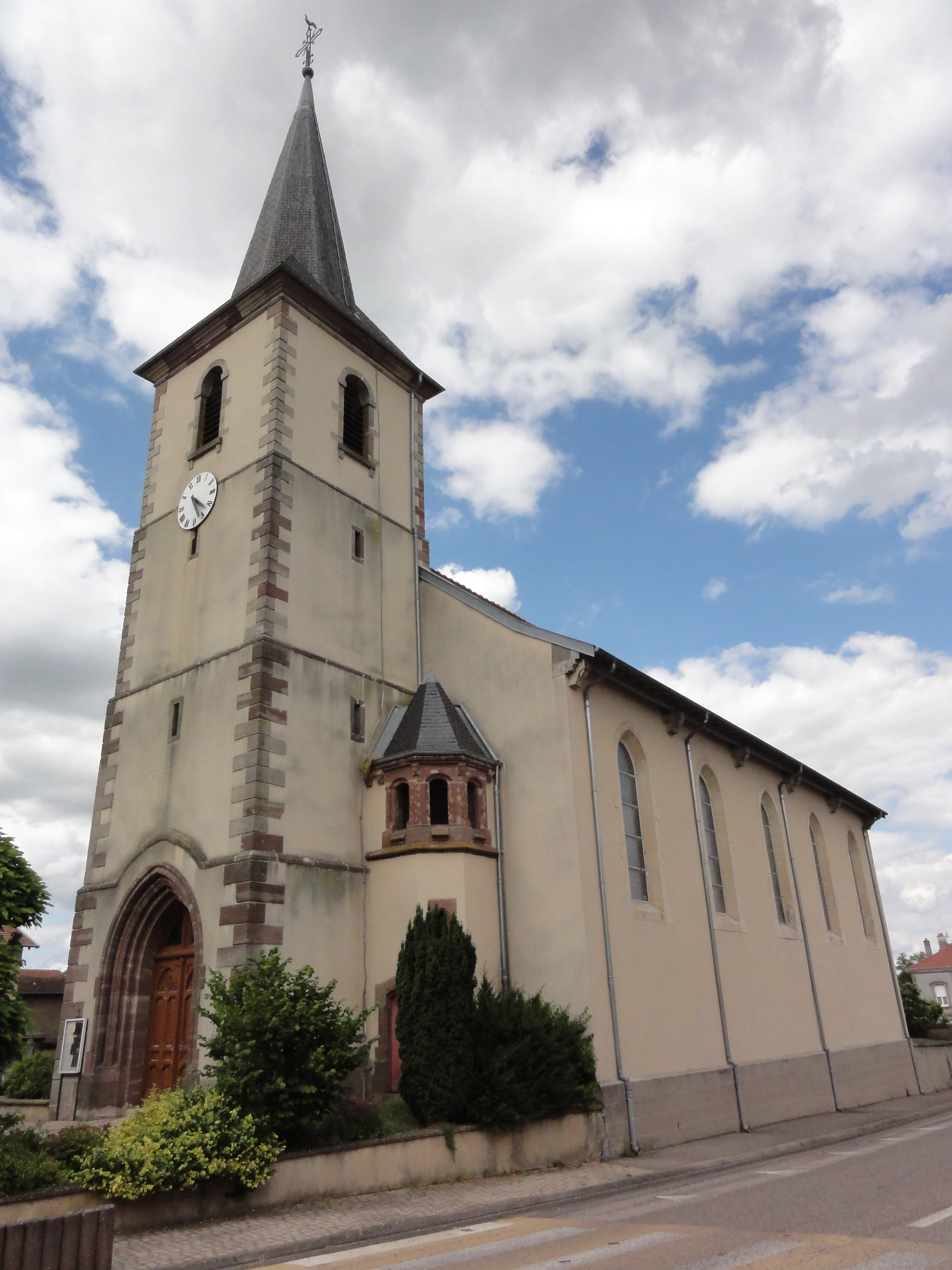
L'église.

#### Édifices religieux
- Église reconstruite après 1918, vers 1922 sur les plans de l'architecte Jules Criqui, de Nancy ; l'ancien édifice ayant été totalement détruit lors de la Première Guerre mondiale. La réalisation de l'ameublement intérieur est en grande partie confiée à Jules Cayette[35] qui réalise la grille de communion, les bancs de la nef à rare décor de personnages, les vantaux du portail d'entrée à décor de croix de Lorraine et de chardons.
- L'ancienne synagogue[36].

#### Autres édifices
- Maison forte La Tour antérieure au XVe siècle, en 1450 elle était déjà en ruines, il restait quelques ruines à la fin du siècle dernier (disparue)[37].
- Vestiges du château de Lannoy XVIe siècle : tourelle hexagonale. La chapelle gothique du château, démontée avant 1914, se trouve depuis 1927[38] à l'Institut des Arts de Détroit[39]. La cheminée monumentale qui se trouvait dans les cuisines est placée dans une salle du Musée lorrain à Nancy.

### Héraldique
| Blason de Herbéviller | Blason  | D'azur à la croix d'argent cantonnée de vingt fleurs de lys d'or, cinq dans chaque canton. |
| Blason de Herbéviller | Détails | Le statut officiel du blason reste à déterminer (voir explications).                       |

### Personnalités liées à la commune
- René Charles Elisabeth de Ligniville (1760-1813), général des armées de la République et de l'Empire.
- Eugène Vallin (1856-1922), architecte et menuisier d'art français né à Herbéviller.